# Ten American Painters

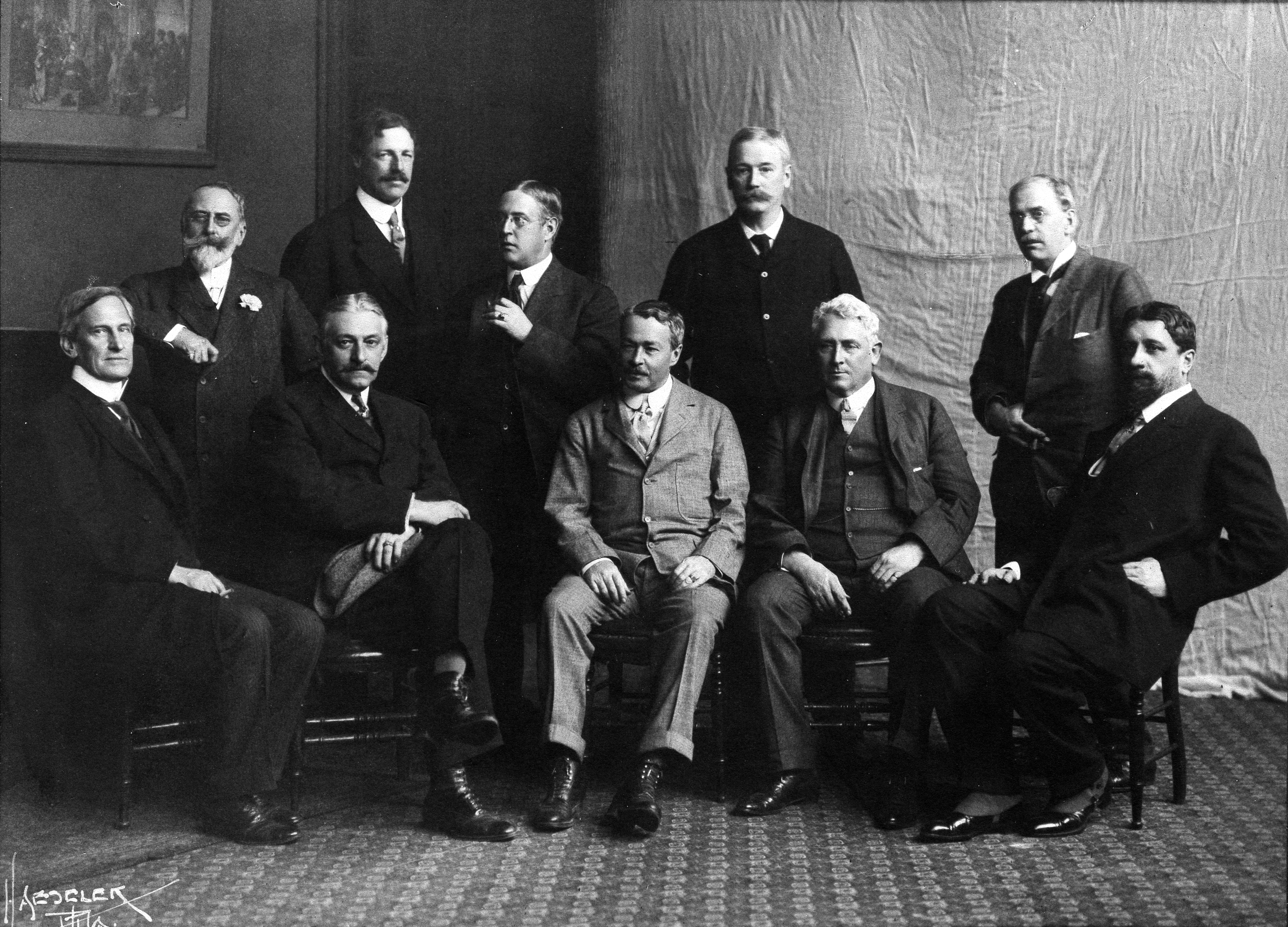
Die Gruppe 1908

Die Ten American Painters (auch kurz The Ten) waren Maler, die aus Protest über den herrschenden Kunstbetrieb Ende 1897, Anfang 1898 geschlossen aus der Society of American Artists austraten.
Alle zehn Künstler waren vom französischen Impressionismus beeinflusst und jeder entwickelte diesen Stil individuell weiter. Sie lebten und wirkten nicht als „Schule“ oder als Künstlerkolonie, sondern eher als kooperierende Individuen zwischen New York und Boston, Massachusetts.
Bei Entstehung der Künstlergruppe wurden auch die Maler Abbott Thayer und Winslow Homer aufgefordert, sich anzuschließen, doch beide lehnten ab. Als 1902 der Maler John Henry Twachtman starb, wurde von der Gruppe William Merritt Chase zu seinem Nachfolger gewählt.

## Mitglieder
- Frank Weston Benson
- William Merritt Chase (ab 1902)
- Joseph DeCamp
- Thomas Wilmer Dewing
- Childe Hassam
- Willard Leroy Metcalf
- Robert Reid
- Edward Simmons
- Edmund Charles Tarbell
- John Henry Twachtman (bis 1902)
- Julian Alden Weir